# Aldeamayor de San Martín
Aldeamayor de San Martín (appelé Aldea Mayor jusqu'en 1877) est une commune de la province de Valladolid dans la communauté autonome de Castille-et-León en Espagne.

## Sites et patrimoine

Chapelle de San Roque
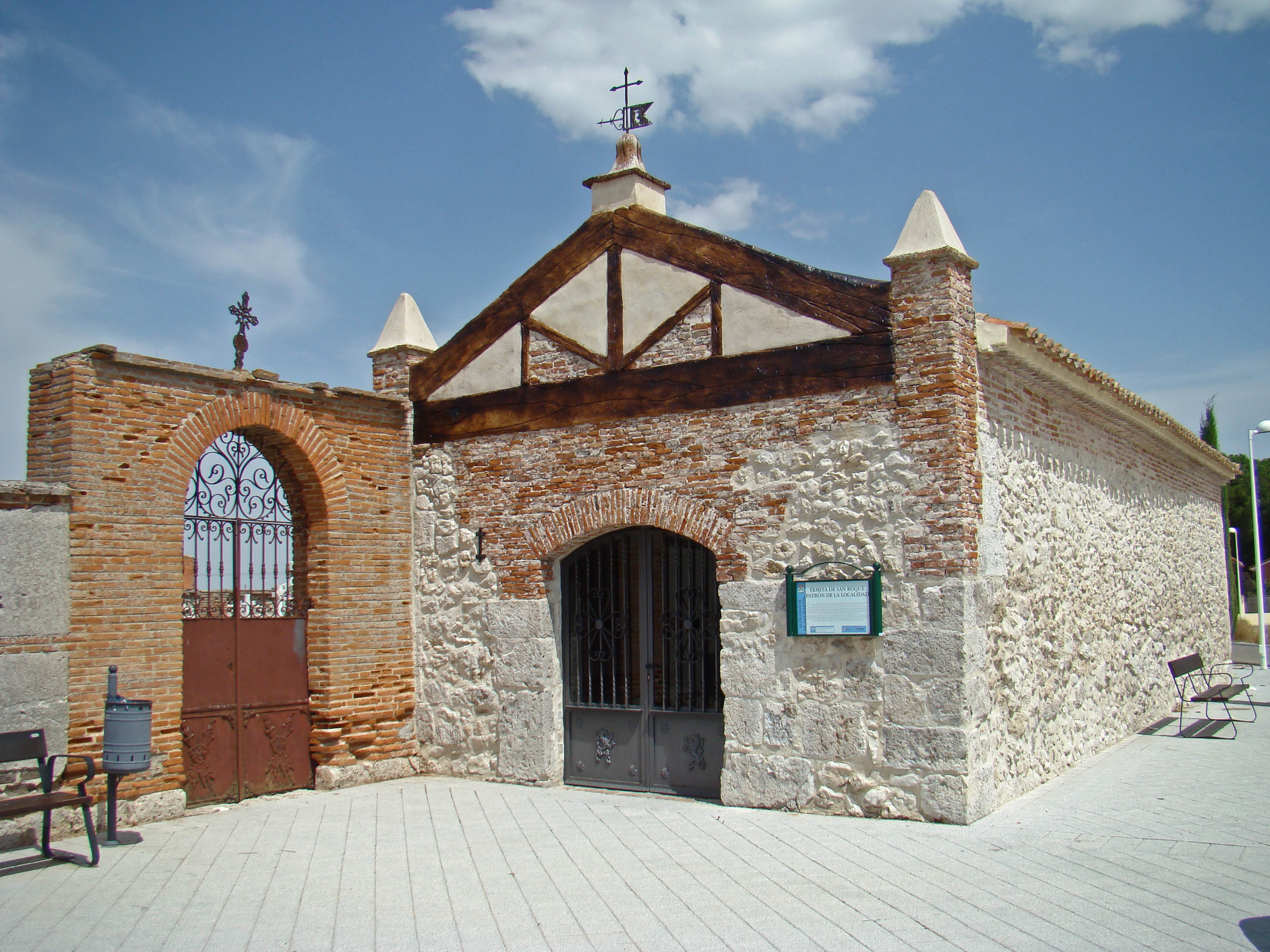
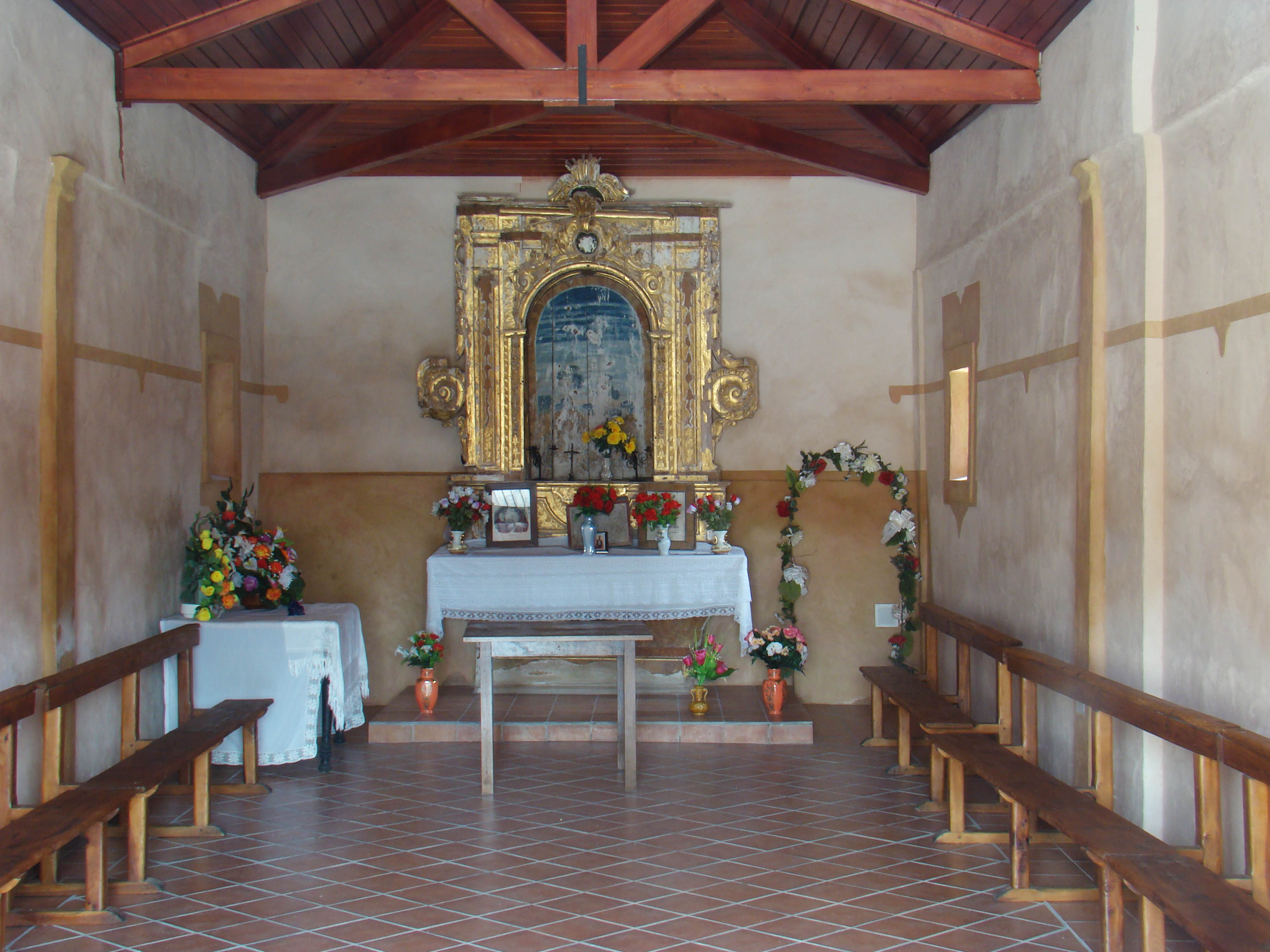
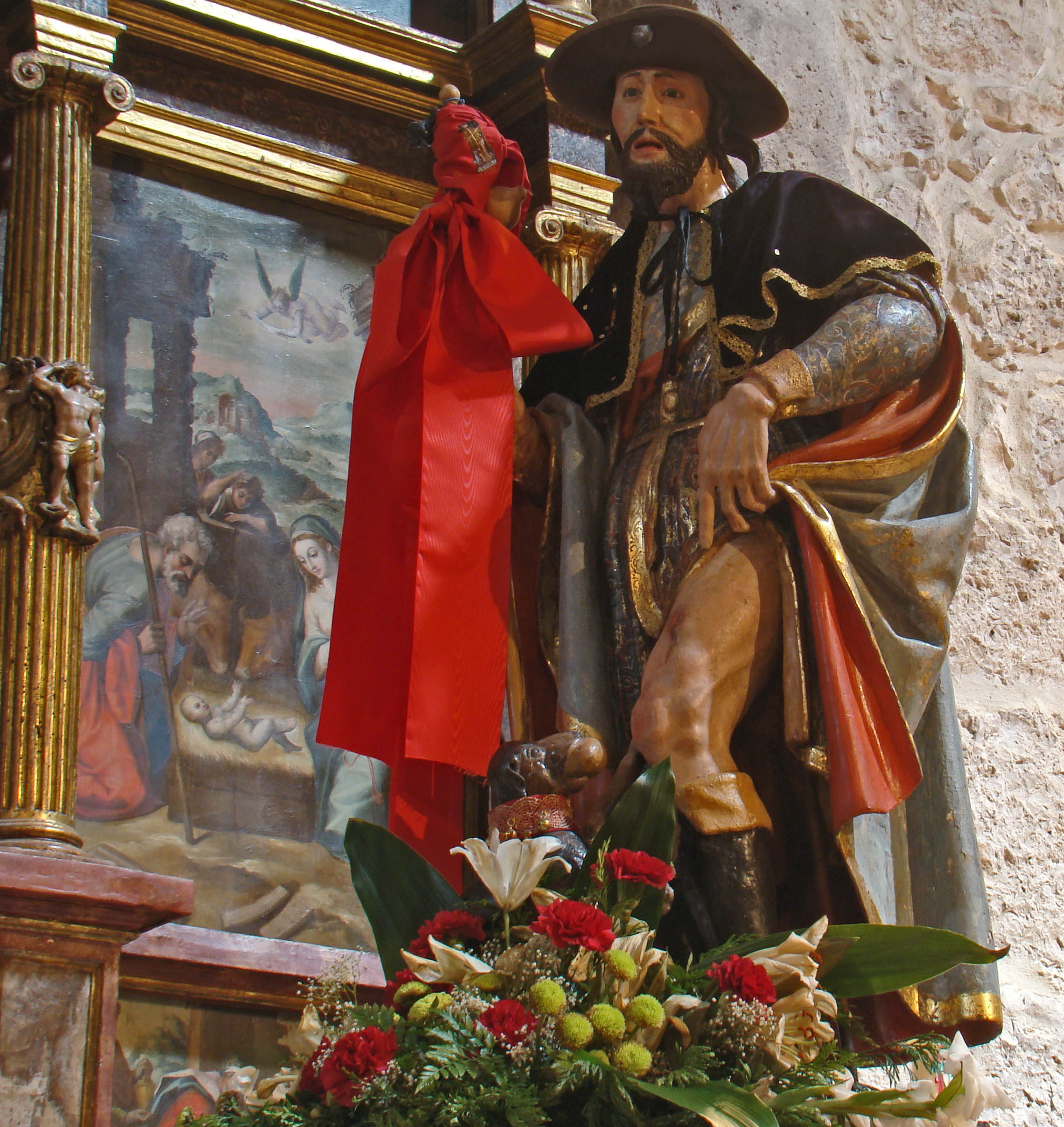

- Église paroissiale San Martín de Tours (es) (saint Martin de Tours)
- Chapelle del Compasco
- Chapelle de San Roque
- Musée pédagogique La Escuela de Antaño

Église paroissiale San Martín de Tours
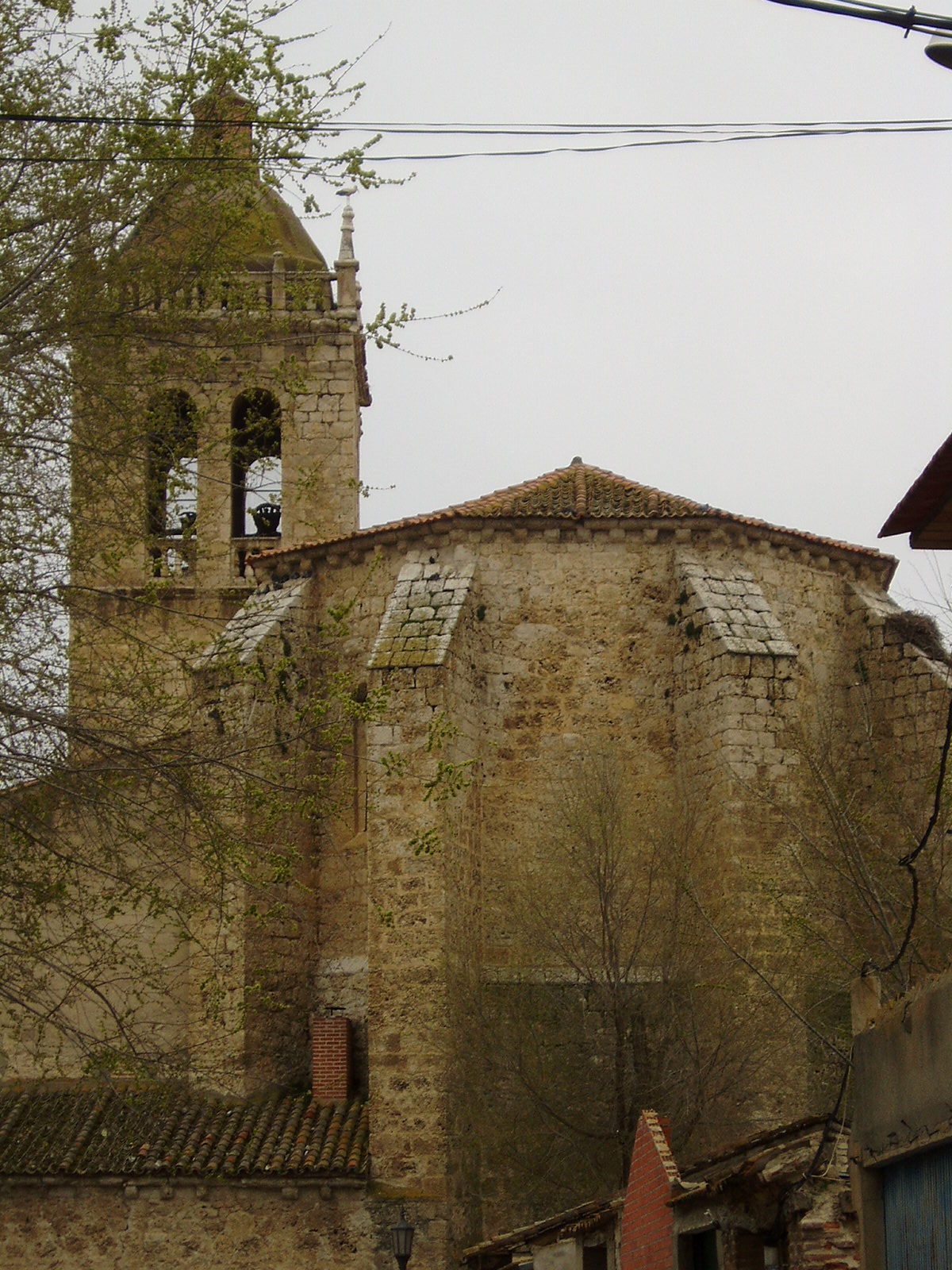
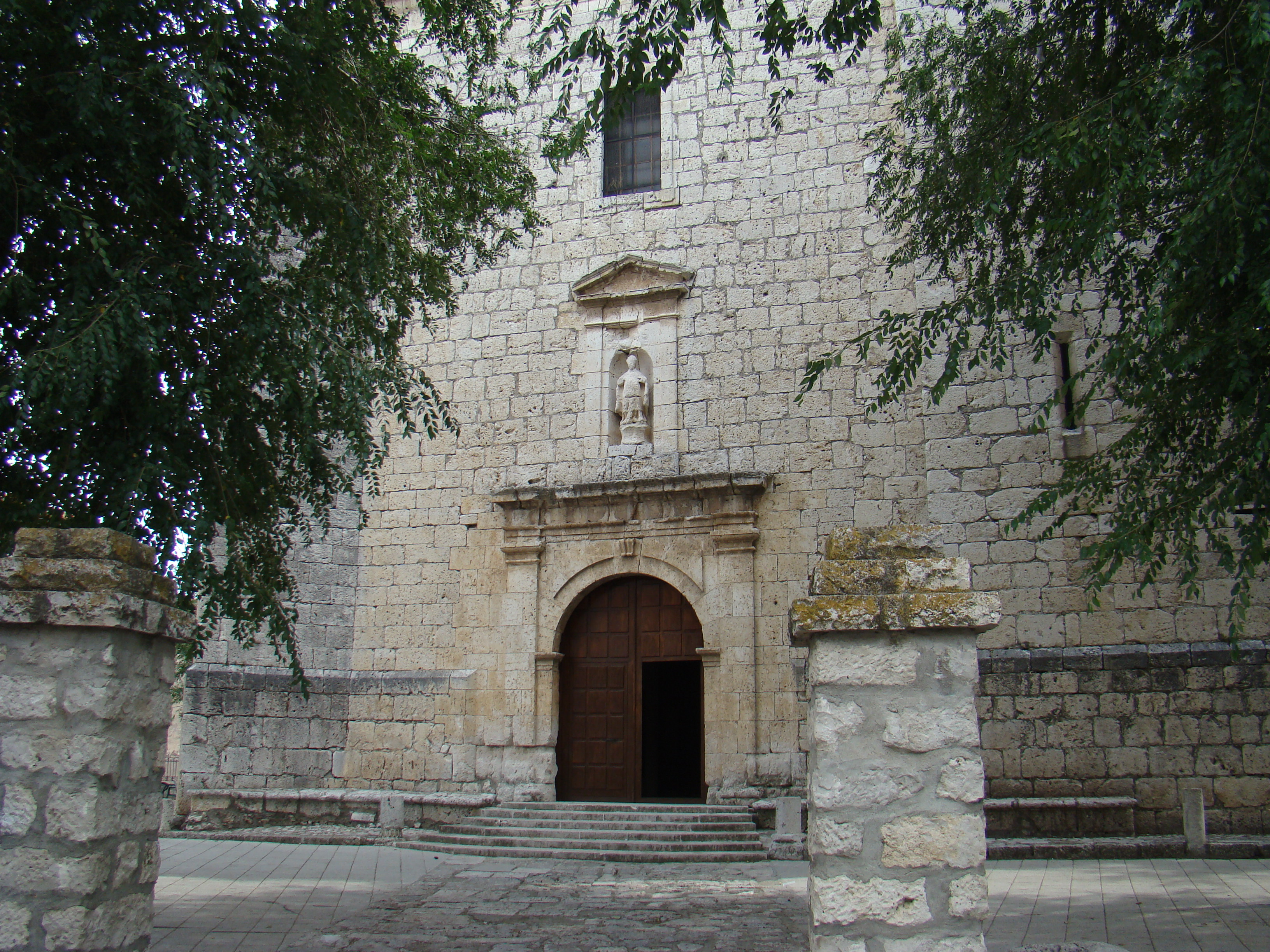
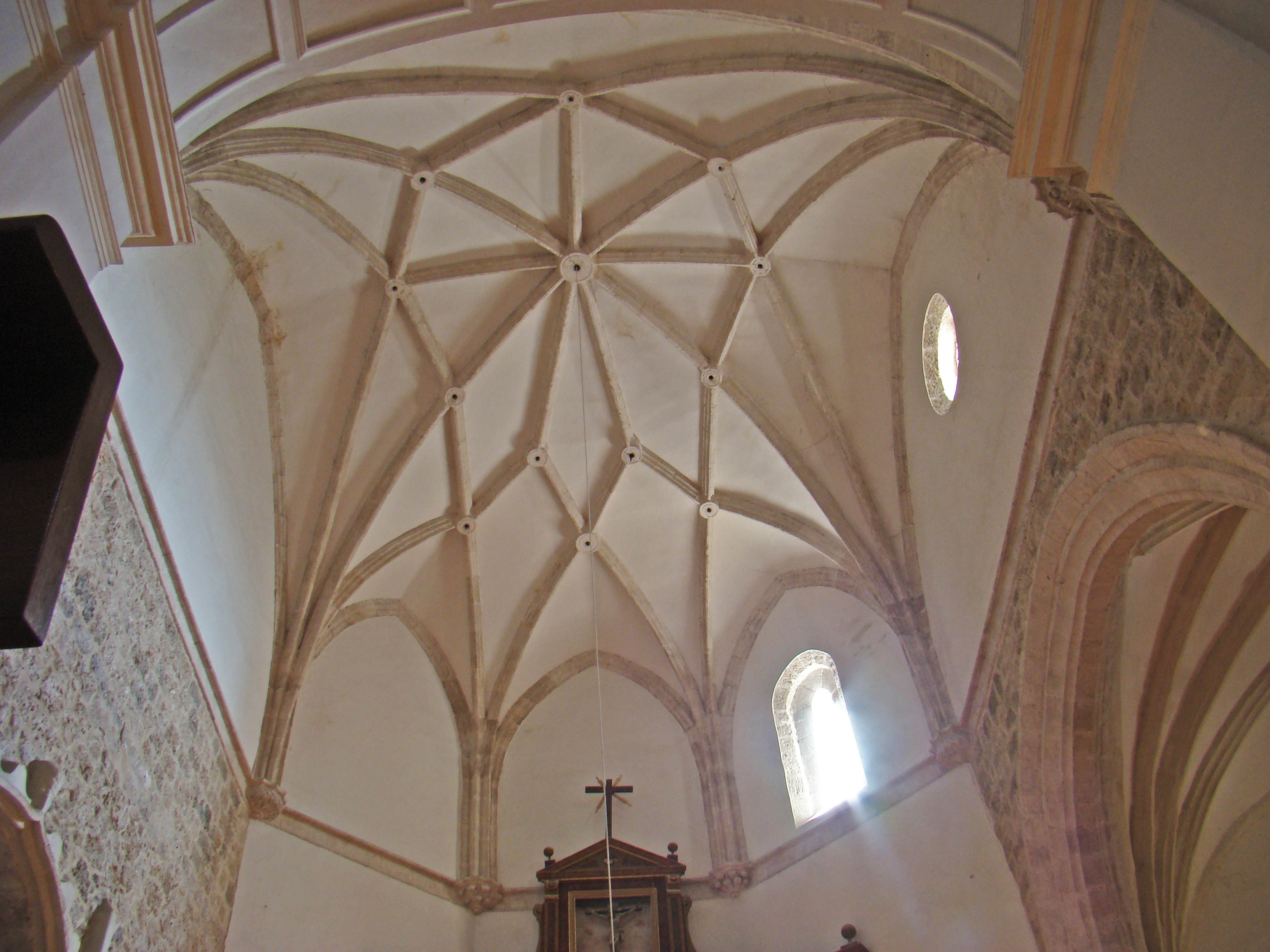
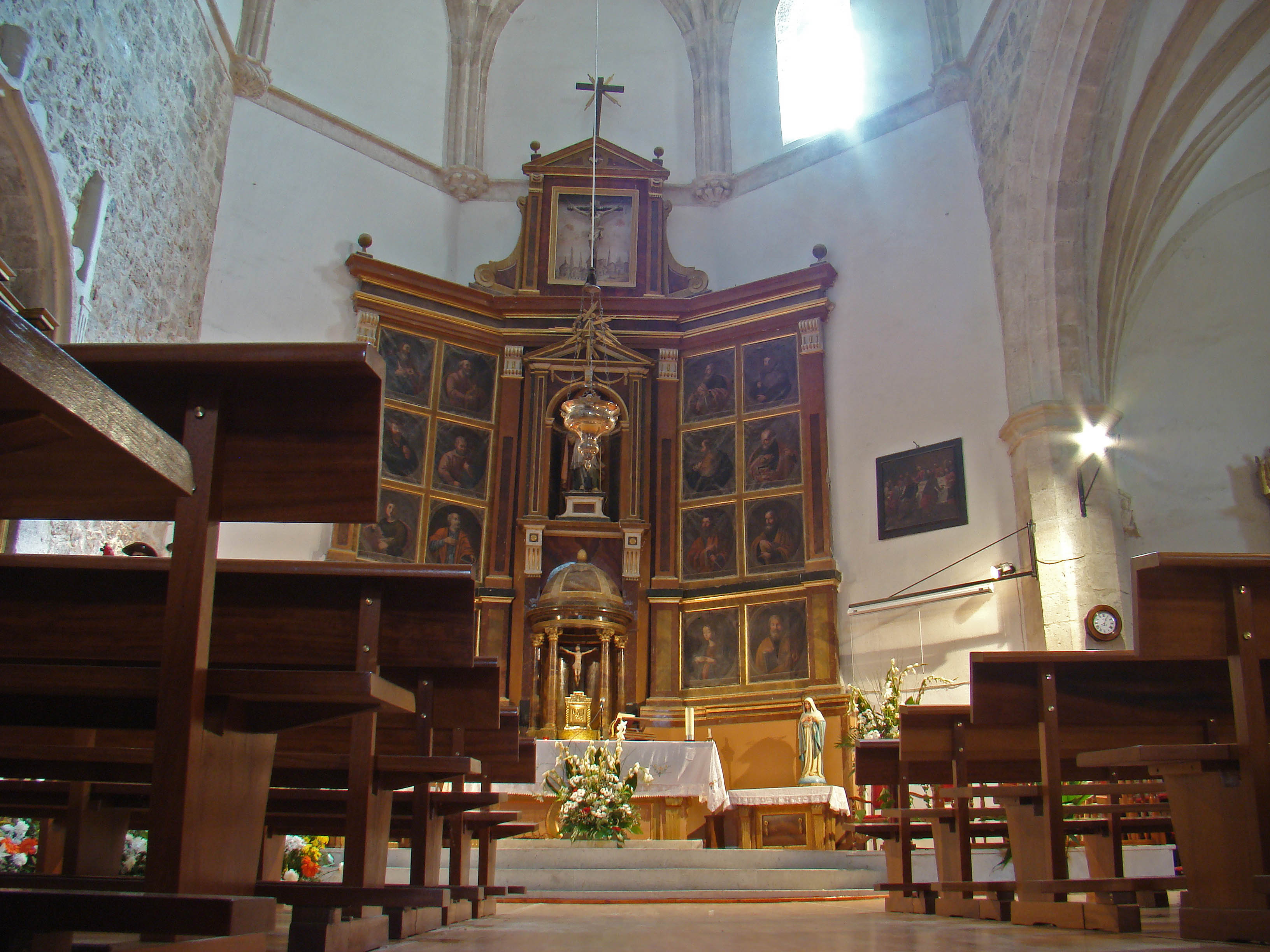

- Chapelle de San Roque